# Немча (гміна)
Гміна Немча (пол. Gmina Niemcza) — місько-сільська гміна у південно-західній Польщі. Належить до Дзержоньовського повіту Нижньосілезького воєводства.
Станом на 31 грудня 2011 у гміні проживало 5868 осіб.

## Площа
Згідно з даними за 2007 рік площа гміни становила 72.07 км², у тому числі:
- орні землі: 70.00%
- ліси: 21.00%

Таким чином, площа гміни становить 15.05% площі повіту.

## Населення
Станом на 31 грудня 2011:
| Опис     | Загалом | Загалом | Чоловіки | Чоловіки | Жінки | Жінки |
| -------- | ------- | ------- | -------- | -------- | ----- | ----- |
| одиниця  | осіб    | %       | осіб     | %        | осіб  | %     |
| все      | 5868    | 100     | 2890     | 49.25    | 2978  | 50.75 |
| міське   | 3144    | 100     | 1535     | 48.82    | 1609  | 51.18 |
| сільське | 2724    | 100     | 1355     | 49.74    | 1369  | 50.26 |

## Сусідні гміни
Гміна Немча межує з такими гмінами: Цепловоди, Дзержонюв, Кондратовіце, Лаґевники, Пілава-Ґурна, Зомбковіце-Шльонське.